# چتمی
چتمی (به ترکی استانبولی: Çetmi) یک منطقهٔ مسکونی در ترکیه است که در استان قونیه واقع شده‌است. چتمی ۱٬۲۸۳ نفر جمعیت دارد و ۱٬۳۲۰ متر بالاتر از سطح دریا واقع شده‌است.